# 9-я церемония «Грэмми»
9-я церемония вручения премий «Грэмми» состоялась 2 марта 1967 года в городах Чикаго, Лос-Анджелес, Нэшвилл & Нью-Йорк. Эта церемония примечательна тем, что на ней впервые не вручалась премия в категории для лучших дебютантов года (Grammy Award for Best New Artist).

## Основная категория
- Запись года
  - Jimmy Bowen (продюсер) & Фрэнк Синатра за запись «Strangers in the Night»

- Альбом года
  - Sonny Burke (продюсер) & Фрэнк Синатра за альбом «A Man and His Music»

- Песня года
  - Джон Леннон & Пол Маккартни (авторы) за песню «Michelle» в исполнении The Beatles

## Поп

### Лучшее женское вокальное поп-исполнение
- Эйди Горме — «If He Walked Into My Life»

### Лучшее мужское вокальное поп-исполнение
- Фрэнк Синатра — «Strangers in the Night»

### Best Contemporary (R&R) Solo Vocal Performance, Male or Female
- Пол Маккартни за песню «Eleanor Rigby»